# Elin Holmberg
Elin Holmberg, född 1 september 1976 i Örnsköldsviks kommun i Ångermanland, är en svensk författare, skribent och före detta journalist.
Efter studier i språk på Umeå universitet och Mediepedagogik på Luleå Tekniska universitet och slutligen Presslinjen på Kalix folkhögskola började hon sin yrkesverksamma bana på Örnsköldsviks Allehanda. Sedan 2017 är hon verksam som frilansskribent. Debuterade som författare med barn- och ungdomsboken "Högst upp på listan" som kom ut på Idus förlag i mars 2021. Gav ut sin första bok på Rabén&Sjögren 2023.
Holmberg ingår i redaktionen för destinationsmagasinet Magasin Höga Kusten och är verksamhetschef på museibyn Mannaminne i Nordingrå. Är dessutom styrelseledamot för Höga Kusten Turism och styrelseledamot i BULT, Sveriges Författarförbunds barn-och-ungdomslitterära sektion.

## Priser och utmärkelser
- 2002 – Utsedd till en av de tio bästa i en novelltävling arrangerad av Sveriges Radio och Piratförlaget där Holmbergs novell valdes ut och publicerades i antologin "Döden på isen och andra berättelser"[8]
- 2020 – Första pris i Tidningen Skrivas och Novellfests novelltävling på temat 20-tal[9]
- 2020 – Bidrag från Kulturrådet[10] med målet att "Alla ska kunna ta del av konst och kultur av hög kvalitet"[11]
- 2021 – Nominerad[12] till Barnens romanpris i Karlstad
- 2022 – Arbetsstipendium från Författarfonden[13]
- 2022 – Region Västernorrlands kulturstipendium[14]
- 2024 – Första pris i Bollnäsbarnens bokpris[15]